# Супене
Супене (пол. Supienie) — село в Польщі, у гміні Філіпув Сувальського повіту Підляського воєводства.
Населення — 119 осіб (2011).
У 1975-1998 роках село належало до Сувальського воєводства.

## Демографія
Демографічна структура станом на 31 березня 2011 року:
|          | Загалом | Допрацездатний вік | Працездатний вік | Постпрацездатний вік |
| -------- | ------- | ------------------ | ---------------- | -------------------- |
| Чоловіки | 60      | 13                 | 40               | 7                    |
| Жінки    | 59      | 16                 | 29               | 14                   |
| Разом    | 119     | 29                 | 69               | 21                   |